# 阮文仁 (樞機)
阮文仁（1938年4月1日—）是越南籍天主教司鐸級樞機及天主教河內總教區榮休總主教。

## 生平
阮文仁於1938年4月1日在越南林同省省會大叻市出生。阮文仁11歲加入西貢總教區聖若瑟小修道院，後在大叻教區聖庇護十世宗座公學學習神哲學。他於1967年12月21日在西貢總教區晉鐸。隨後在大叻小修道院教書，並成為總道院院長。
1991年12月3日晉牧，並被時任教宗若望·保祿二世任命為大叻教區助理主教。1994年3月23日，升任為大叻教區主教。2010年4月22日，改任命為河內總教區助理總主教。直到同年5月13日，接替榮休的吳光傑成為河內總教區正權總主教。他於2007年至2013年出任越南主教團主席。
2015年1月4日，他獲時任教宗方濟各任為樞機並且於隔月14日與教宗舉行共祭彌撒大典。他於該日被擢升為司鐸級樞機，領聖多默宗徒堂區司鐸銜。
2018年11月17日，教宗方濟各接受他辭去河內總教區總主教，總主教一職由海防教區主教武文天接任。

## 評論

### 被擢升為樞機
阮文仁向亞洲新聞表示：「這是教宗（方濟各）要讓人認識遠方教會的意願。儘管這些教會十分遙遠，但同樣是基督教會的組成部分」。

### 越南情況
阮文仁表示越南很窮，甚至可以說今天還是甚麼都缺，但越南當地不缺天主教信仰。